# Salomè (Tiziano)
Salomè è un dipinto a olio su tela (90x72 cm) di Tiziano, databile al 1515 circa e conservato nella Galleria Doria Pamphilj di Roma.

## Storia
L'opera fece parte delle raccolte del principe Salviati, di Cristina di Svezia e del principe Odescalchi prima di entrare, nel 1794, nella Galleria Doria. Già attribuita al Pordenone e a Giorgione, venne riferita a Tiziano dal Morelli, seguito poi da quasi tutta la critica.
Numerose copie sono esistenti, tra cui una, con varianti, già nella collezione Benson di Londra, forse pure autografa.

## Descrizione e stile
In una stanza scura, rischiarata da un arco che si apre su un cielo limpido e sormontato da un amorino scolpito, Salomè tiene su un vassoio la testa del Battista, assistita da un giovane inserviente. Per nulla inorriditi, i due protagonisti mettono in scena una placida scena biblica, in cui spicca soprattutto la bellezza ideale della donna. Essa, col volto ovale alla Leonardo, filtrato però da Giorgione e i tonalisti, ha le fattezze di tante donne di Tiziano in opere dell'epoca, dalla Flora degli Uffizi alla santa Caterina della Sacra conversazione Balbi, dalla Violante alla Donna allo specchio, dalla Vanità di Vienna fino alle figure femminili dell'Amor Sacro e Amor Profano.
Alcuni hanno ipotizzato che potesse trattarsi dell'amante dell'artista, altri che fosse la figlia di Palma il Vecchio, Violante.

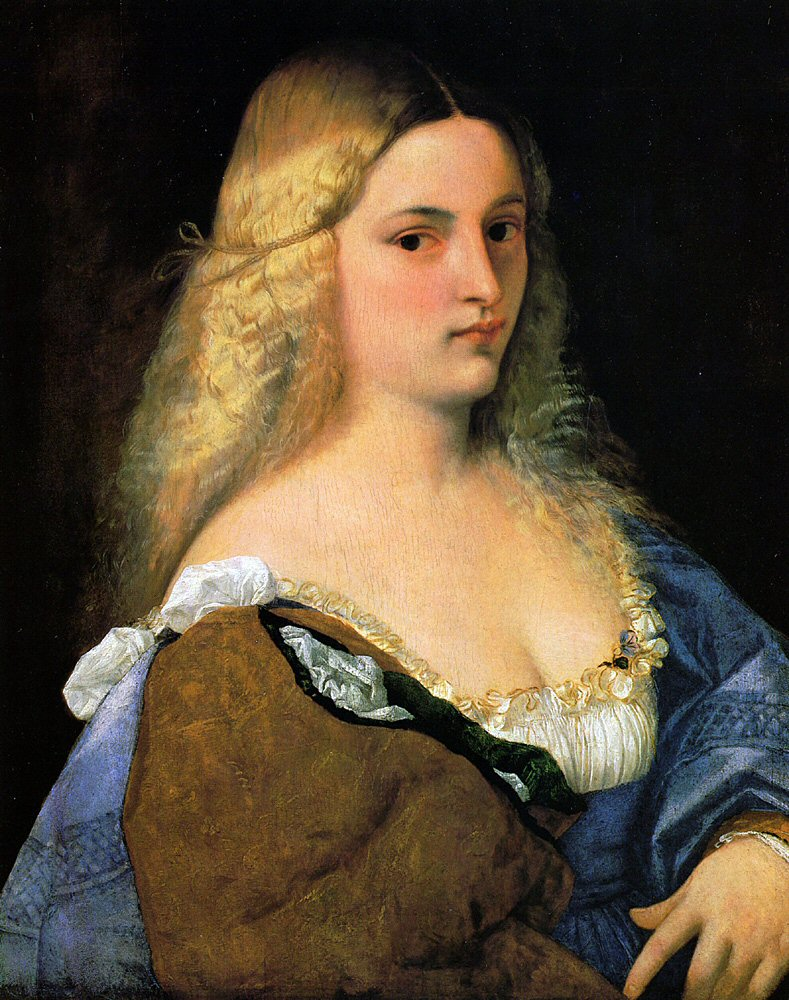
Violante (Kunsthistorisches Museum)
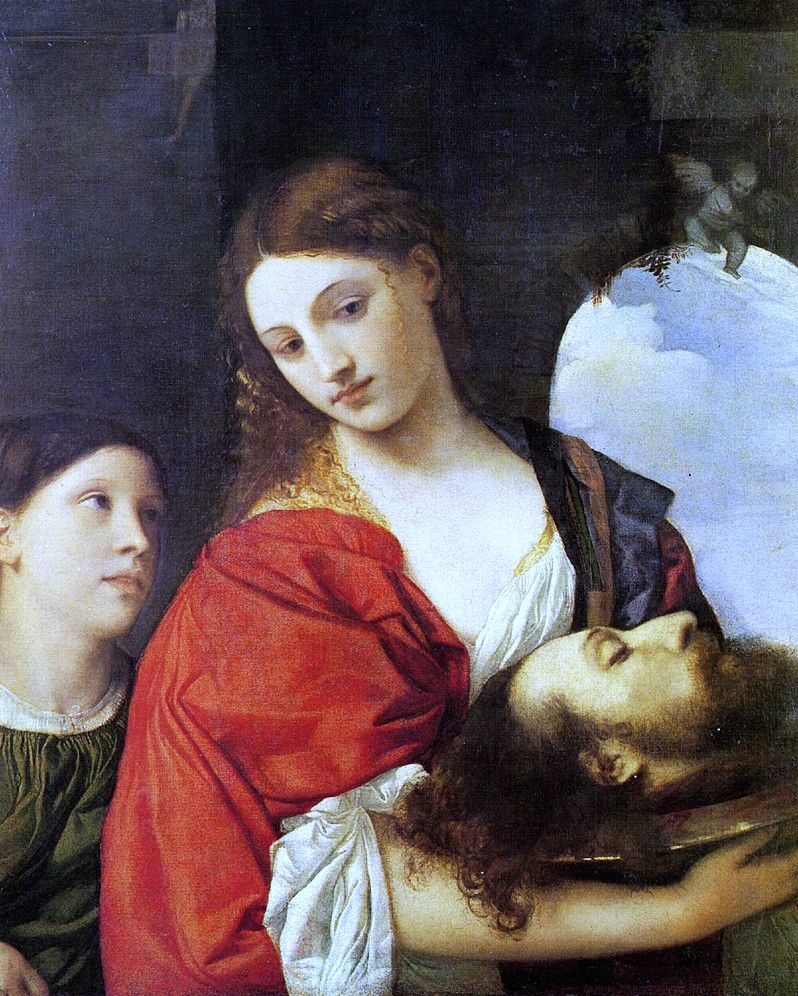
Salomè (Galleria Doria Pamphilj)
Donna allo specchio (Louvre)
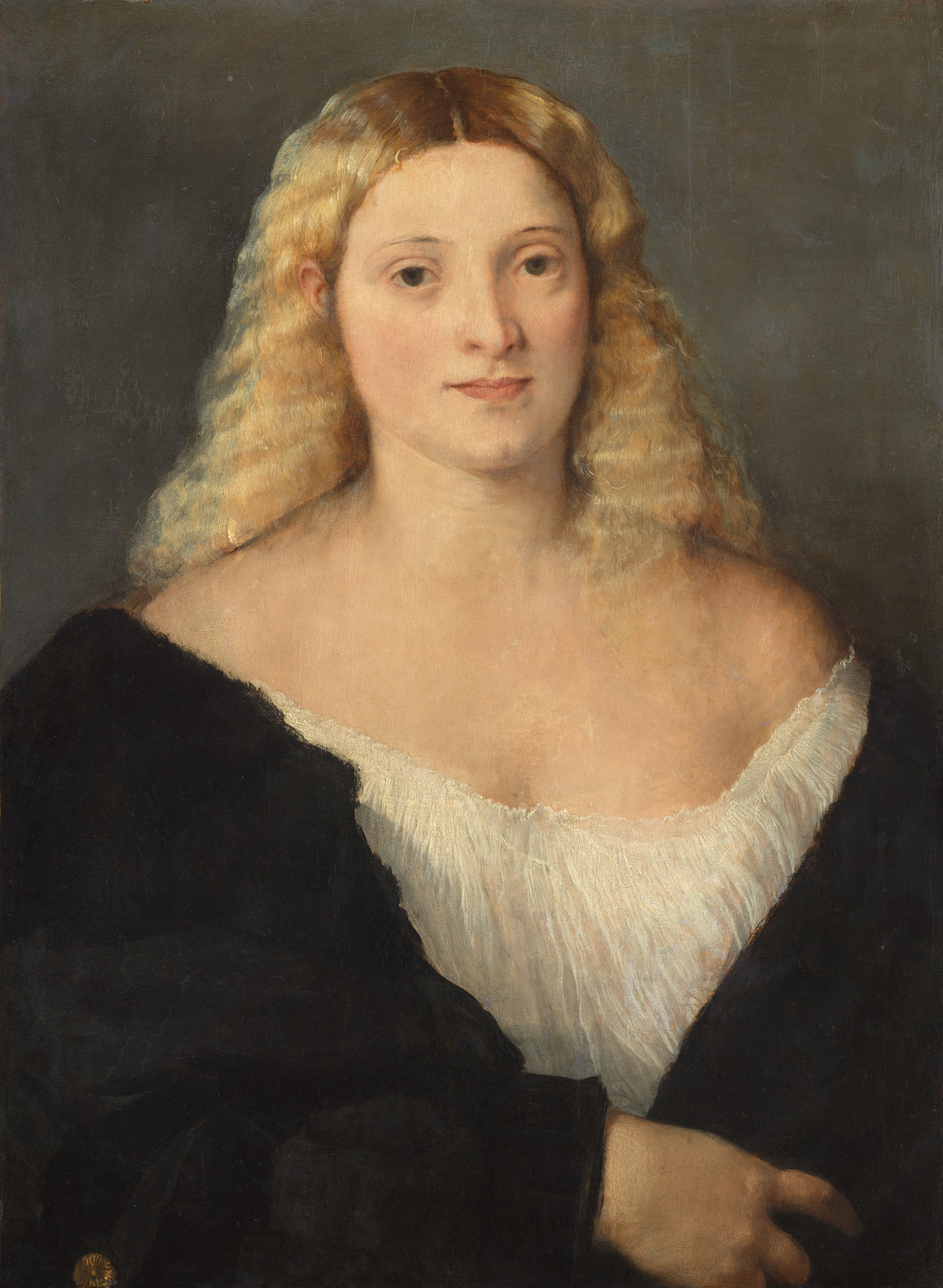
Giovane donna con veste nera (Kunsthistorisches Museum)
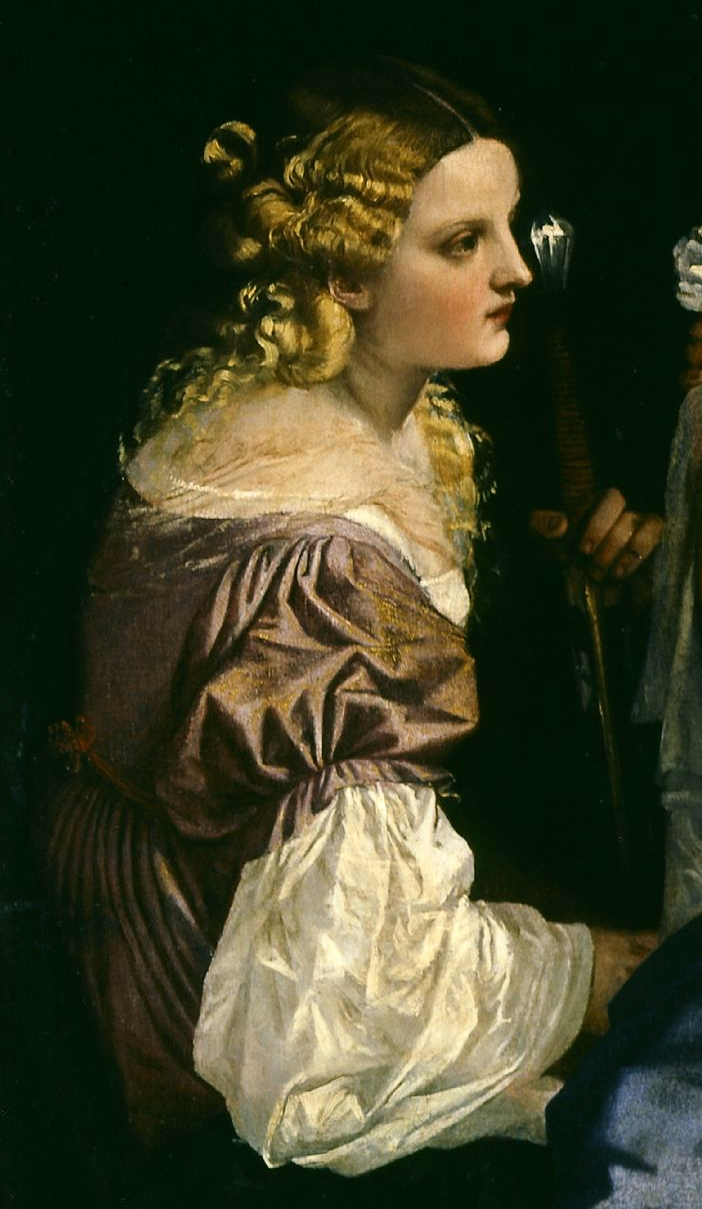
Sacra conversazione Balbi (Fondazione Magnani-Rocca, dettaglio)
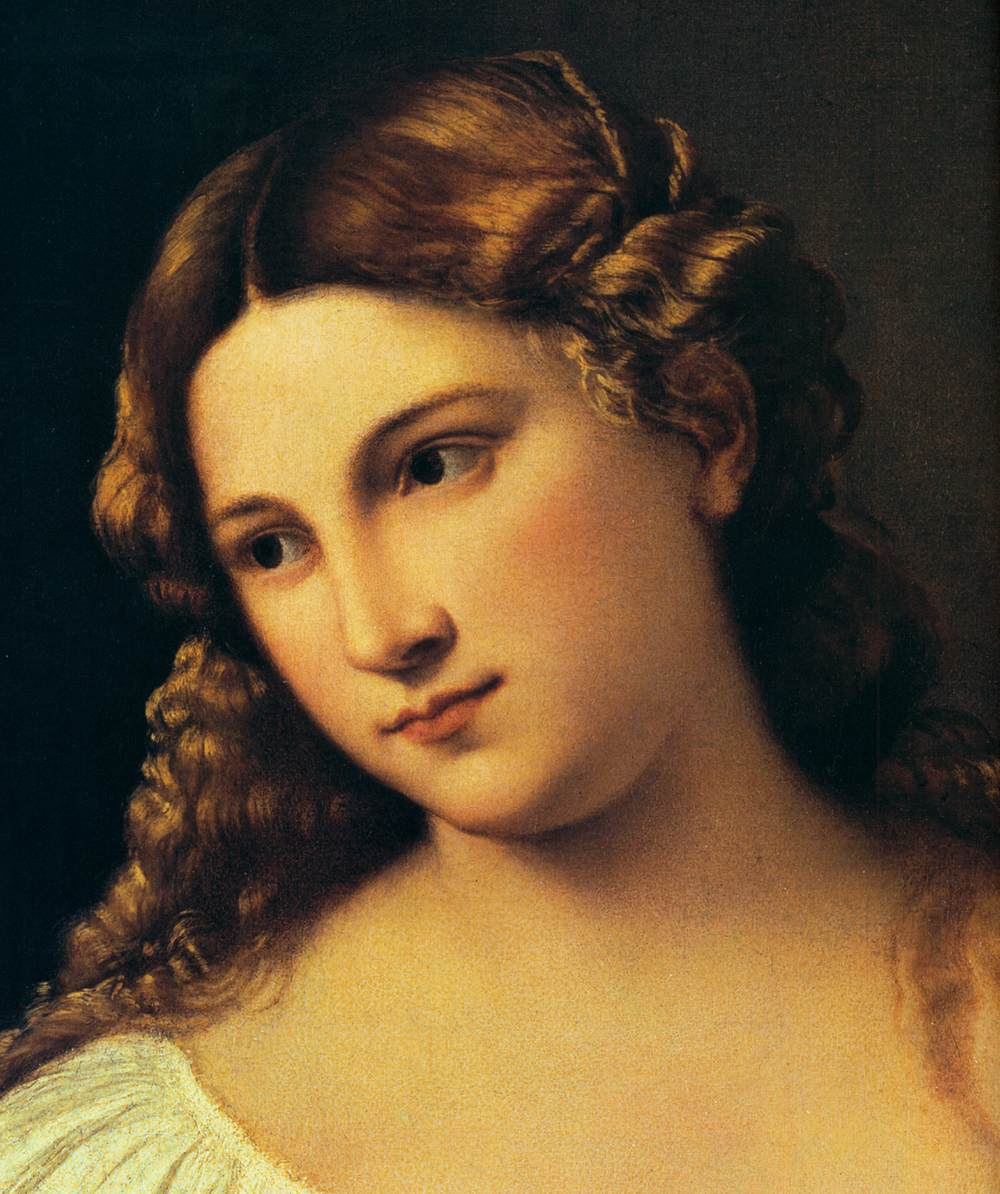
Flora (Uffizi, dettaglio)
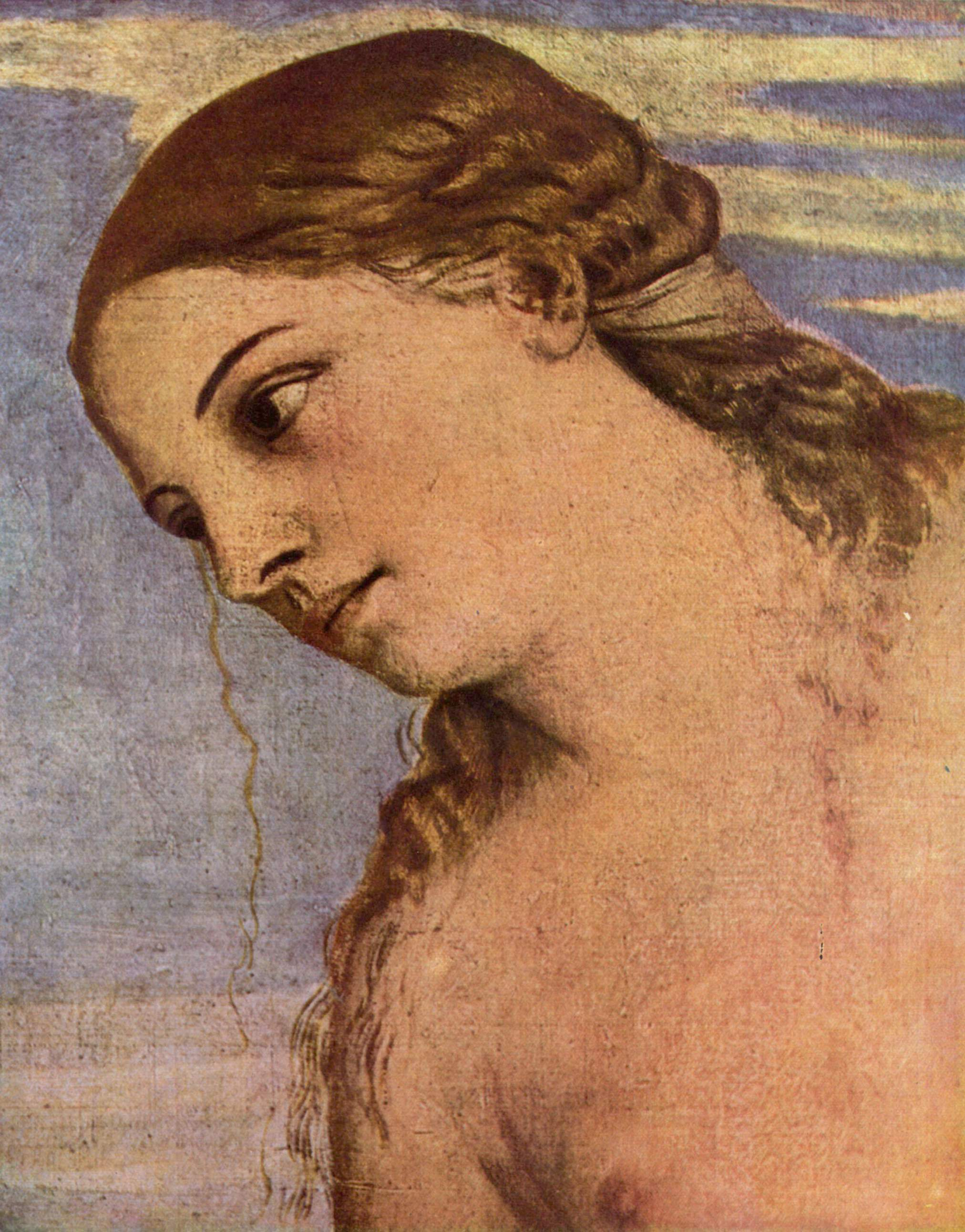
Amor sacro e Amor profano (Galleria Borghese, dettaglio)
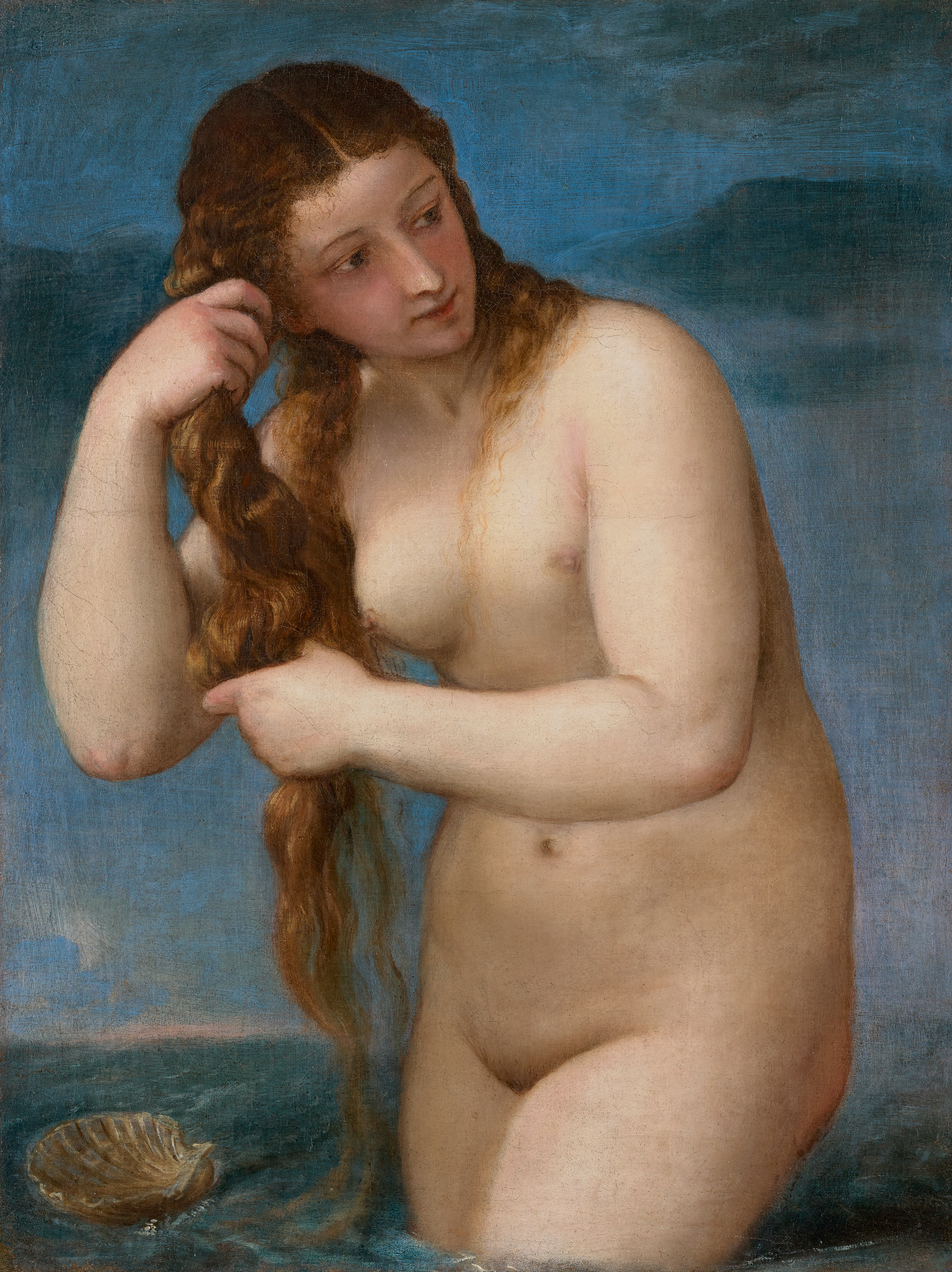
Venere Anadiomene (National Gallery of Scotland)
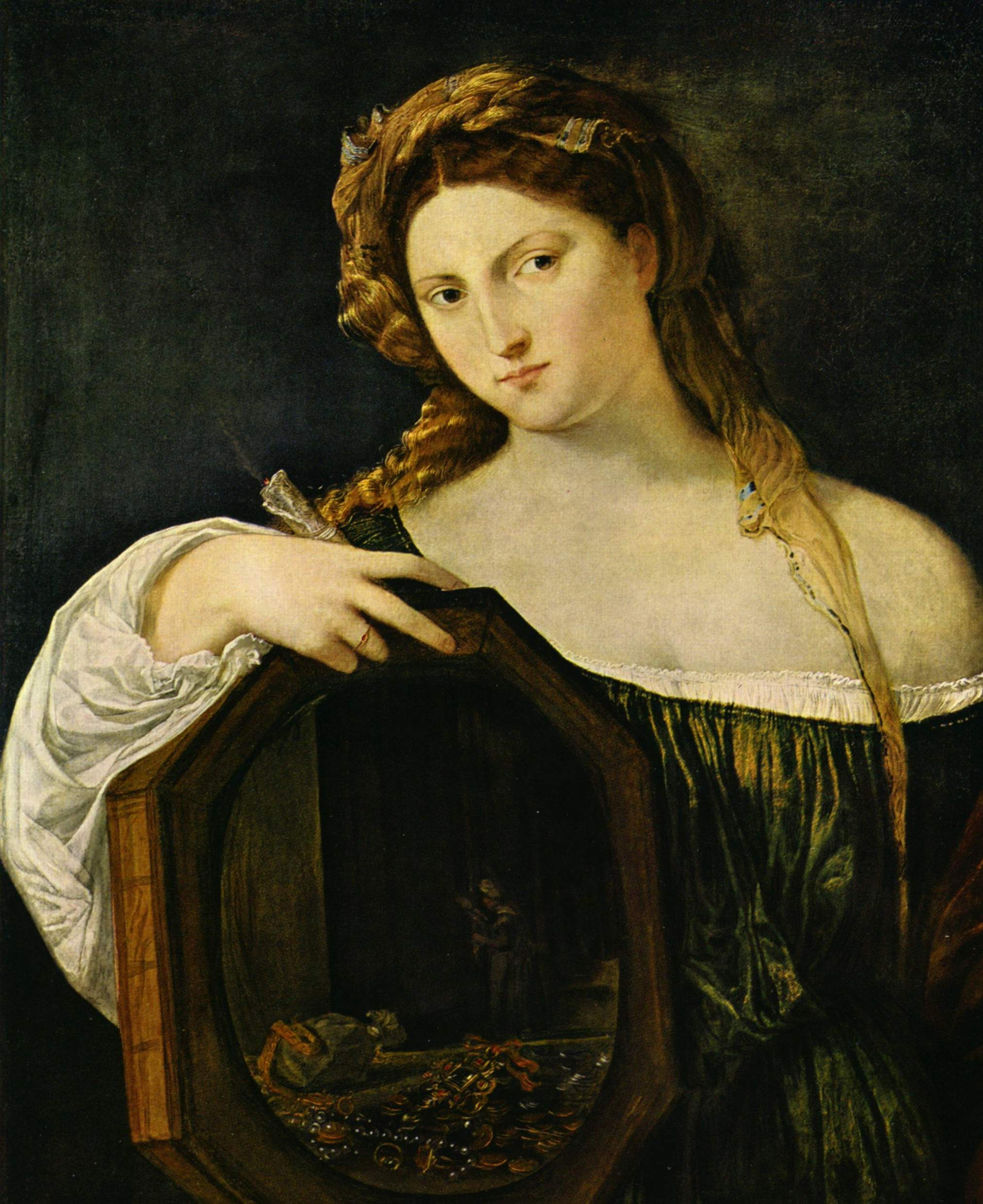
Vanità (Alte Pinakothek)